# UNAIDS
Zajednički program Ujedinjenih naroda za HIV i AIDS (UNAIDS) (francuski: Program commun des Nations Unies sur le VIH/SIDA, ONUSIDA) glavni je zagovornik ubrzanog, sveobuhvatnog i koordiniranog globalnog djelovanja na pandemiju HIV-a/AIDS-a.
Misija UNAIDS-a je voditi, ojačati i podržati prošireni odgovor na HIV i AIDS, koji uključuje sprječavanje prijenosa HIV-a, pružanje skrbi i podrške onima koji već žive s virusom, smanjenje ranjivosti pojedinaca i zajednica na HIV i ublažavanje utjecaja epidemije. UNAIDS nastoji spriječiti da epidemija HIV/AIDS-a postane teška pandemija.
Sjedište UNAIDS-a je u Ženevi, u Švicarskoj, gdje neke objekte dijeli sa Svjetskom zdravstvenom organizacijom. Član je Grupe Ujedinjenih naroda za razvoj. Trenutno Winnie Byanyima vodi UNAIDS kao izvršni direktor. Bivši izvršni direktori su: Peter Piot (1995.–2008.) i Michel Sidibé (2009.–2019.).
Agencija promiče načelo GIPA (veća uključenost osoba koje žive s HIV-om) formulirano 1994. godine, a koje su odobrili Ujedinjeni narodi 2001. i 2006.